# Quỹ đạo mật tiếp

Quỹ đạo mật tiếp (nét đen) và quỹ đạo nhiễu động (nét đỏ}

Trong thiên văn học hay cơ học quỹ đạo của ngành cơ học thiên thể, quỹ đạo mật tiếp của một vật trong không gian tại "một thời điểm nhất định" chính là quỹ đạo Kepler (elip hay các đường conic khác) quay quanh vật thể chính mà đã bỏ qua ảnh hưởng hấp dẫn của những vật thể khác. Hay quỹ đạo mật tiếp trùng với vectơ trạng thái quỹ đạo lúc đó của vật. (vị trí và vận tốc)
Quỹ đạo mật tiếp và vị trí của vật tại thời điểm nhất định được miêu tả đầy đủ bằng sáu tham số quỹ đạo Kepler (hay tham số quỹ đạo mật tiếp), mà chúng ta có thể dễ tính ra khi biết được vị trí và vận tốc của vật so với vật hút hấp dẫn trung tâm. Các tham số quỹ đạo mật tiếp vẫn là hằng số khi bỏ qua nhiễu loạn do những vật thể khác. Tuy nhiên, quỹ đạo thực của các vật thể trong thiên văn luôn chịu nhiễu loạn và khiến cho các tham số mật tiếp biến đổi không ngừng, có khi rất nhanh và hỗn loạn. Trong trường hợp chung của cơ học thiên thể phân tích chuyển động của các hành tinh, Mặt Trăng và các vệ tinh tự nhiên khác, người ta thường miêu tả quỹ đạo theo các tham số trung bình và nhiễu loạn hấp dẫn trường kì (secular). Trong trường hợp của tiểu hành tinh, người ta hiệu chỉnh các tham số quỹ đạo riêng nhằm thu được những tham số quan trọng cần thiết nhất.